# Championnat de Tanzanie de football
Le championnat de Tanzanie de football (Ligi Kuu Bara) a été créé en 1965. De 1981 à 2003 une mini-ligue entre les premiers de la ligue continentale (Tanganyka) et de la ligue de Zanzibar était organisée pour désigner le champion de Tanzanie.

## Format
Aujourd'hui la ligue se compose de 16 équipes qui jouent des matchs en aller–retour. Le champion se qualifie pour la Ligue des champions de la CAF, le dauphin pour la Coupe de la confédération. Les trois derniers clubs sont relégués en première division.

## Palmarès
| Année | Champion               |
| 1965  | Simba SC (1)           |
| 1966  | Simba SC (2)           |
| 1967  | Cosmopolitans (1)      |
| 1968  | Young Africans SC (1)  |
| 1969  | Young Africans SC (2)  |
| 1970  | Young Africans SC (3)  |
| 1971  | Young Africans SC (4)  |
| 1972  | Young Africans SC (5)  |
| 1973  | Simba SC (3)           |
| 1974  | Young Africans SC (6)  |
| 1975  | Mseto Sports (1)       |
| 1976  | Simba SC (4)           |
| 1977  | Simba SC (5)           |
| 1978  | Simba SC (6)           |
| 1979  | Simba SC (7)           |
| 1980  | Simba SC (8)           |
| 1981  | Young Africans SC (7)  |
| 1982  | Pan African (1)        |
| 1983  | Young Africans SC (8)  |
| 1984  | KMKM FC (1)            |
| 1985  | Maji Maji FC (1)       |
| 1986  | Maji Maji FC (2)       |
| 1987  | Young Africans SC (9)  |
| 1988  | Coastal Union (1)      |
| 1989  | Malindi SC (1)         |
| 1990  | Pamba SC (1)           |
| 1991  | Young Africans SC (10) |
| 1992  | Malindi SC (2)         |
| 1993  | Simba SC (9)           |
| 1994  | Simba SC (10)          |
| 1995  | Simba SC (11)          |
| 1996  | Young Africans SC (11) |
| 1997  | Young Africans SC (12) |
| 1998  | Maji Maji FC (3)       |
| 1999  | Prisons SC (1)         |
| 2000  | Young Africans SC (13) |
| 2001  | Simba SC (12)          |
| 2002  | Simba SC (13)          |
| 2003  | Simba SC (14)          |
| 2004  | Simba SC (15)          |
| 2005  | Young Africans SC (14) |
| 2006  | Young Africans SC (15) |
| 2007  | Simba SC (16)          |
| 2008  | Young Africans SC (16) |
| 2009  | Young Africans SC (17) |
| 2010  | Simba SC (17)          |
| 2011  | Young Africans SC (18) |
| 2012  | Simba SC (18)          |
| 2013  | Young Africans SC (19) |
| 2014  | Azam FC (1)            |
| 2015  | Young Africans SC (20) |
| 2016  | Young Africans SC (21) |
| 2017  | Young Africans SC (22) |
| 2018  | Simba SC (19)          |
| 2019  | Simba SC (20)          |
| 2020  | Simba SC (21)          |
| 2021  | Simba SC (22)          |
| 2022  | Young Africans SC (23) |
| 2023  | Young Africans SC (24) |
| 2024  | Young Africans SC (25) |
| 2025  | Young Africans SC (26) |

## Bilan
| Club              | Titres | Années |
| ----------------- | ------ | --- |
| Young Africans SC | 26     | 1968, 1969, 1970, 1971, 1972, 1974, 1981, 1983, 1987, 1991, 1996, 1997, 2000, 2005, 2006, 2008, 2009, 2011, 2013, 2015, 2016, 2017, 2022, 2023, 2024, 2025 |
| Simba SC          | 22     | 1965, 1966, 1973, 1976, 1977, 1978, 1979, 1980, 1993, 1994, 1995, 2001, 2002, 2003, 2004, 2007, 2010, 2012, 2018, 2019, 2020, 2021                         |
| Maji Maji FC      | 3      | 1985, 1986, 1998 |
| Malindi SC        | 2      | 1989, 1992 |
| Azam FC           | 1      | 2014 |
| Pan African       | 1      | 1982 |
| Cosmopolitans     | 1      | 1967 |
| KMKM FC           | 1      | 1984 |
| Mseto Sports      | 1      | 1975 |
| Prisons SC        | 1      | 1999 |
| Pamba             | 1      | 1990 |
| Coastal Union     | 1      | 1988 |

## Meilleurs buteurs
| Années    | Joueurs                     | Clubs          | Buts |
| 1997      | Mohamed Hussein "Mmachinga" | Young Africans | 26   |
| 2004      | Abubakar Ally Mkangwa       | Mtibwa Sugar   |      |
| 2005      | Abdallah Juma               | Mtibwa Sugar   | 25   |
| 2006      |                             | n/a            | n/a  |
| 2007      | Mashiku                     | SC United      | 17   |
| 2007–2008 | Michael Katende             | Kagera Sugar   |      |
| 2008–2009 | Boniface Ambani             | Young Africans | 18   |
| 2009–2010 | Musa Hassan Mgosi           | Simba          | 18   |
| 2010–2011 | Mrisho Ngasa                | Azam           | 18   |
| 2011–2012 | John Raphael Bocco          | Azam           | 19   |
| 2012–2013 | Kipre Tchetche              | Azam           | 17   |
| 2013–2014 | Amissi Tambwe               | Simba          | 19   |
| 2014–2015 | Simon Msuva                 | Young Africans | 17   |
| 2014–2015 | Abdulrahman Mussa           | Ruvu shooting  | 17   |
| 2015–2016 | Amissi Tambwe               | Young Africans | 21   |
| 2016–2017 | Simon Msuva                 | Young Africans | 14   |
| 2017–2018 | Emmanuel Okwi               | Simba          | 20   |
| 2018–2019 | Meddie Kagere               | Simba          | 23   |
| 2019–2020 | Meddie Kagere               | Simba          | 22   |
| 2020–2021 | John Bocco                  | Simba          | 16   |
| 2021–2022 | George Mpole                | Geita Gold     | 17   |
| 2021–2022 | Fiston Mayele               | Young Africans | 17   |
| 2022–2023 | Fiston Mayele               | Young Africans | 17   |
| 2022–2023 | Saidi Ntibazonkiza          | Simba          | 17   |
| 2023-2024 | en cours                    |                |      |